# Palazzo Massimo di Rignano
Palazzo Massimo di Rignano, conosciuto anche Palazzo Massimo di Rignano Colonna, è un palazzo barocco di Roma, che si trova all'angolo di piazza d'Aracoeli con via del Teatro di Marcello, nel rione Campitelli, davanti al Campidoglio, accanto a Palazzo Fani.

## Storia
La struttura dell'edificio risale al XV secolo e fu costruita per i Boccabella, un'antica famiglia romana nota già dall'XI secolo e i cui componenti avevano ricoperto importanti cariche sia alla Curia che nell'amministrazione cittadina. Quando si estinsero, verso la fine del XVII secolo, il palazzo fu ereditato dagli Eustachi, che la vendettero ai Massimo di Rignano, un ramo cadetto dell'antica famiglia nobile che risiedeva a Parione, al Palazzo Massimo alle Colonne. I nuovi proprietari incaricarono Carlo Fontana per ristrutturare l'edificio.
L'ultima rappresentante della famiglia, donna Maria Massimo, si sposò nel 1899 con il principe Prospero Colonna, che in quell'anno era sindaco di Roma, esponente dei Colonna alla cui famiglia pervenne l'edificio.

## Descrizione
La facciata su piazza d'Aracoeli ha un maestoso portale fiancheggiato da due colonne sormontate da un timpano curvo. La finestra sopra il portale ha con due festoni che ricadono sulla portone, un timpano ad arco ribassato. Il portale è stato spesso imitato nel XVIII secolo. Ai lati del portale ci sono finestre architravate con sotto delle piccole finestre a soffitta. La finestre dei tre piani superiori hanno finestre architrave al primo piano e semplici cornici gli altri due.

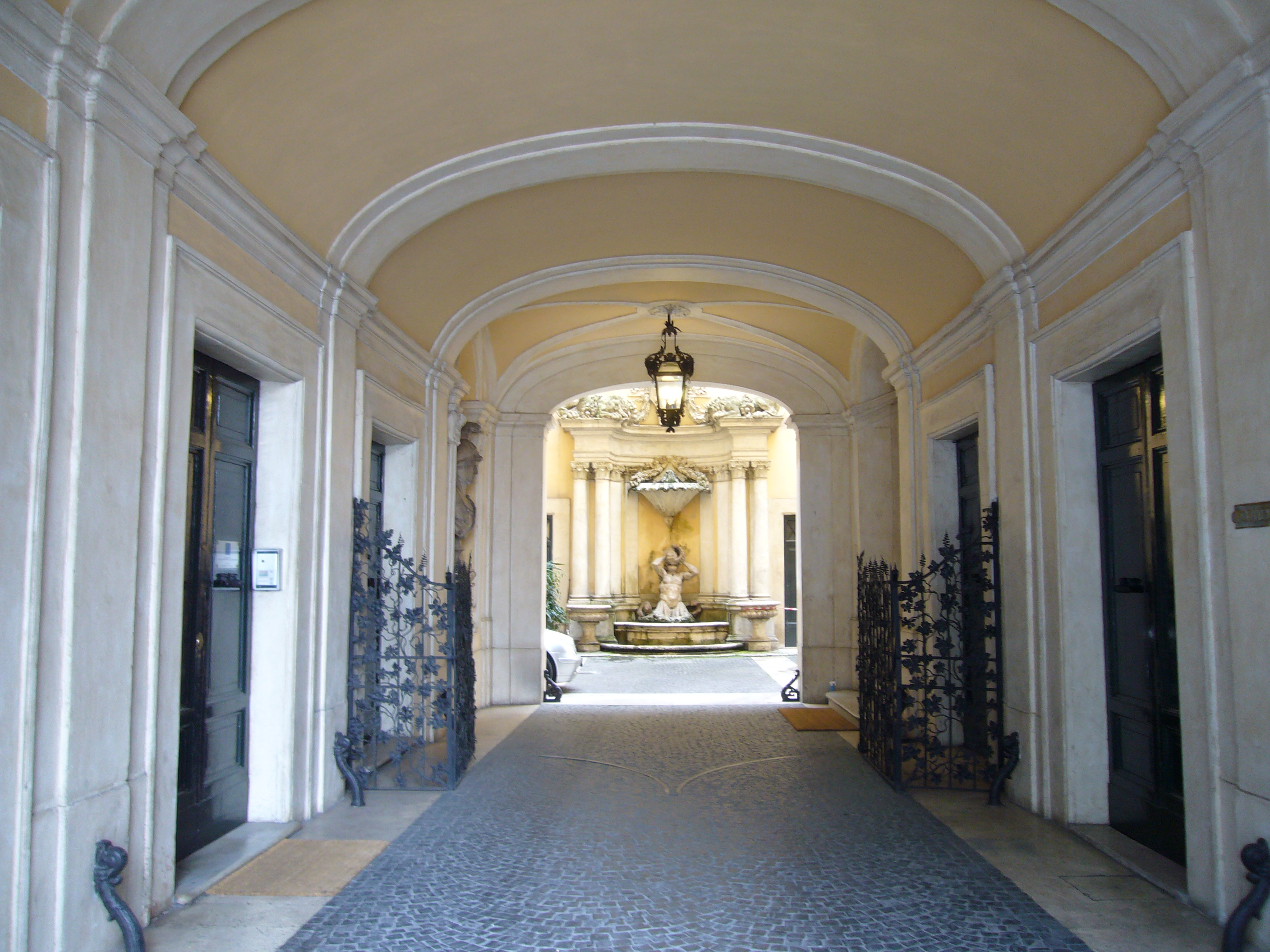
La "fontana del Tritone" vista dal portale d'ingresso.

Il coronamento della facciata è un cornicione aggettante sostenuto da mensoloni. Sopra c'è un attico e una piccola torre merlata del XX secolo, con sopra scritto MAXIMA, a ricordo del duca Mario Massimo, che aveva qui il suo osservatorio astronomico.
Si entra nel piccolo cortile interno tramite un androne su cui affaccia lo scalone che porta ai piani superiori. In fondo al cortine, di fronte al portale d'ingresso, c'è una piccola fontana barocca in una nicchia di ordine composito con quattro colonne e quattro pilastri, opera di Carlo Fontana. Nella vasca è raffigurato un tritone di stile berniniano, Sopra c'è una conchiglia che che raccoglie l'acqua che versa una coppia di leoni accovacciati sulla cornice superiore. Al centro, tra i leoni, c'è uno stemma dei Massimo, probabilmente ottocentesco.

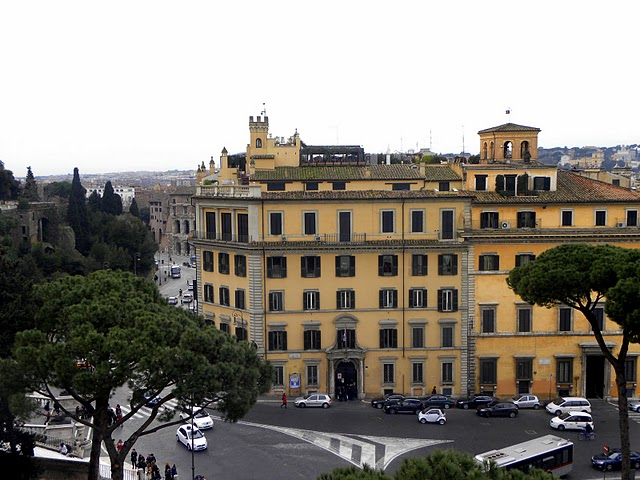
Il palazzo al centro, con la piccola torre merlata. A sinistra via del Teatro di Marcello. A destra il Palazzo Fani.

Nel 1939, in occasione dell'apertura della via del Mare (la moderna via del Teatro di Marcello), l'angolo del palazzo fu sottoposto a una "cianfrinata", eliminando due finestre per ogni facciata. In questo modo è stata creata una terza facciata, con tre finestre, su cui è una piccola edicola votiva dedicata. L'attico, con tre grandi porte finestre, ha un'ampia vista delle scale che conducono alla piazza del Campidoglio e alla basilica di Santa Maria in Aracoeli.
La facciata su via del Teatro di Marcello ha sette finestre uguali a quelle della facciata principale. Al piano terra si trova un bellissimo portale con una protome di leone, una porta ad arco con conci regolari del XIV secolo e tracce di un portico medievale.